# محبوبه نجف‌خانی
محبوبه نجف‌خانی (متولد ۱۳۳۵) مترجم ایرانیِ ادبیات کودک و نوجوان است. او برای ترجمه کتاب آبشار یخ برگزیدهٔ کتاب سال شورای کتاب کودک شد.

## ترجمه‌ها
- ماتیلدا
- مجموعه سه‌جلدی سال‌های قحطی ایرلند، ماریتا کانلِن‌مَک‌کِنا، امیرکبیر (شایسته تقدیر بیست و چهارمین دوره کتاب سال جمهوری اسلامی ایران)
- چارلی و کارخانه شکلات سازی
- چارلی و آسانسور بزرگ شیشه‌ای
- داروی شگفت‌انگیز جورج
- دنی قهرمان جهان
- جادوگرها
- آقای روباه شگفت‌انگیز
- غول بزرگ مهربان
- جیمز و هلوی غول‌پیکر
- انگشت جادویی
- تمساح غول پیکر
- تشپ کال
- راز موتورسیکلت من
- آدم کوچولوها
- من و زرافه و پلی
- بدجنس‌ها
- جانوران پلید
- قصر افسون‌شده
- مجموعهٔ در جستجوی دلتورا
- مجموعهٔ اژدهایان دلتورا
- مجموعهٔ جودی دمدمی
- مجموعهٔ استینک
- مجموعهٔ جودی دمدمی و دوستان
- مجموعهٔ مدرسه‌ی عجیب و غریب
- پسرخاله وودرو
- آبشار یخ
- کمی تا قسمتی معمولی
- مجموعهٔ ریاضی با موشی
- مجموعه ۹ جلدی حیوانات کتابخوان، آفرینگان (ققنوس). ۱۳۹۲. فانتزی (تصویری رنگی)